# Police (Polonia)
Police (en alemán Pölitz) es una ciudad en Polonia. Situado en la rivera del Óder en la zona occidente del voivodato de Pomerania Occidental, la ciudad forma una aglomeración urbana con las ciudades vecinas de Szczecin, Stargard Szczeciński, Świnoujście, Goleniów, Gryfino y Nowe Warpno. Police es la capital del distrito de Police. Tiene más de 34 198 habitantes.

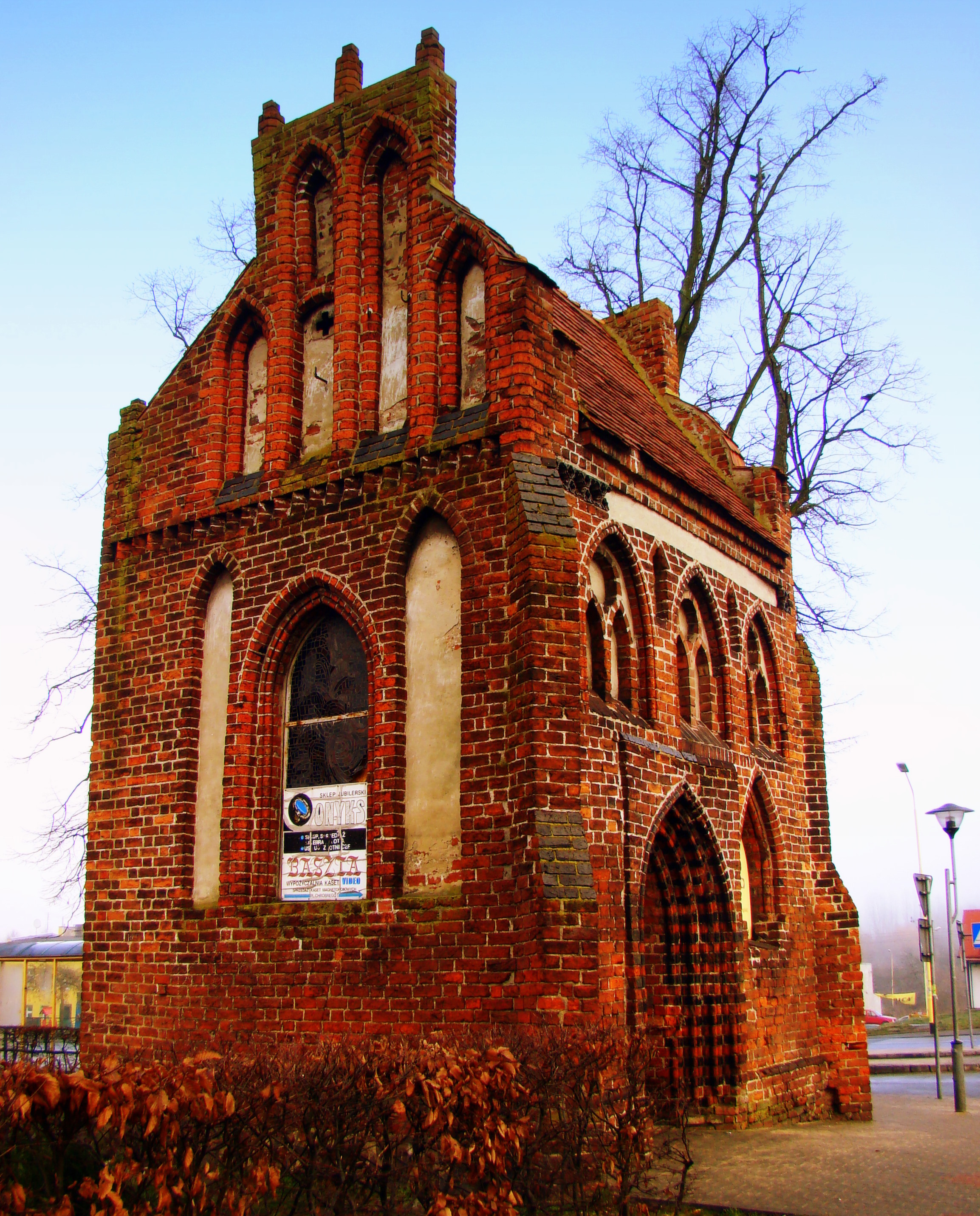
Capilla (siglo XV)
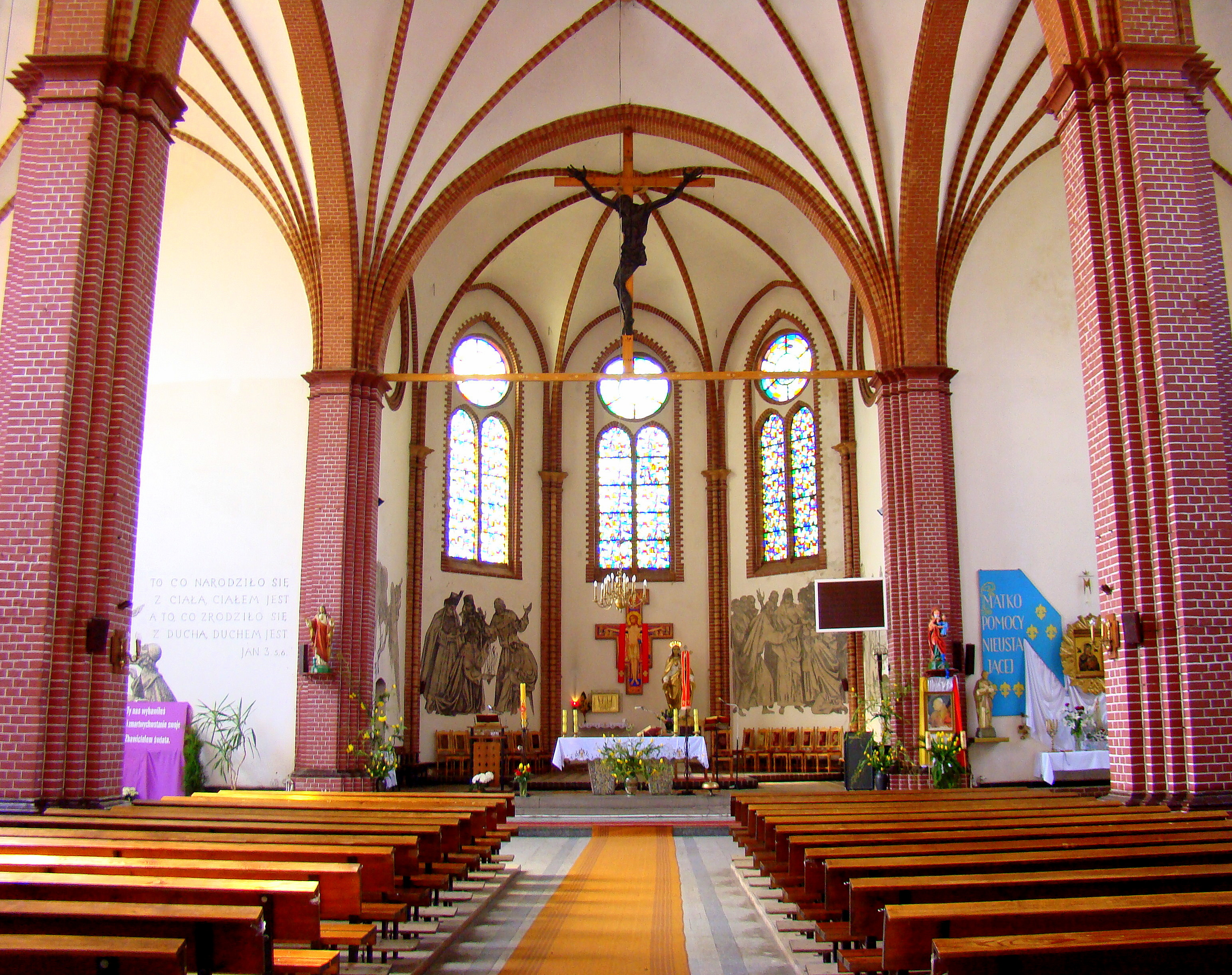
Iglesia (siglo XIX)
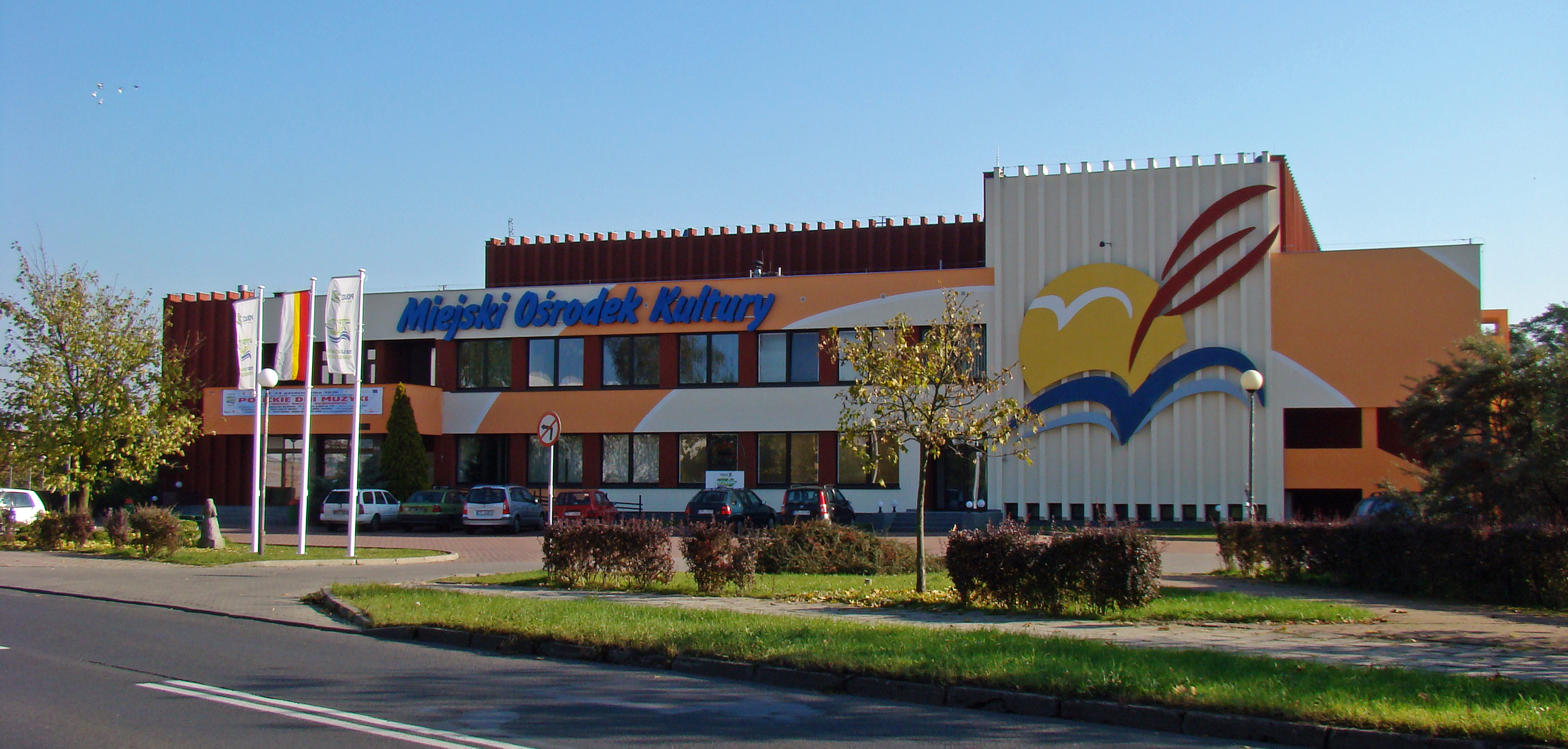
Sala de proyección/teatro
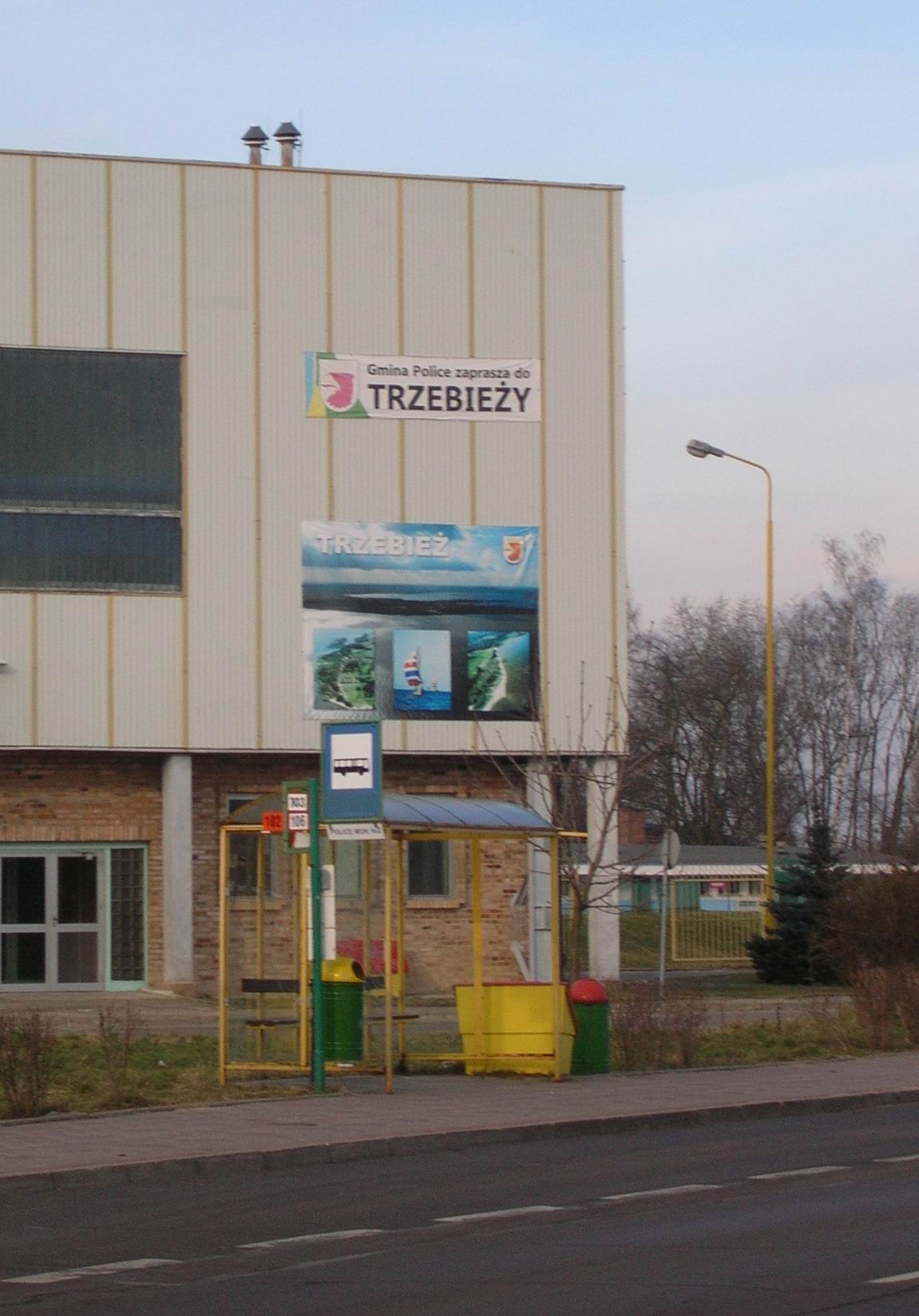
Transporte público, parada de autobús